# Micralestes fodori
Espèce
Statut de conservation UICN

 LC  : Préoccupation mineure
Micralestes fodori est une espèce de poisson appartenant à la famille des Alestidés.